# 大衛·尼文
詹姆斯·大衛·格雷厄姆·尼文（英語： James David Graham Niven，1910年3月1日—1983年7月29日），英國演員與作家，曾獲得奧斯卡最佳男主角獎。在第二次世界大战期间拍摄了两部电影，并在铜头蛇行动中执行了一小部分任务。

## 演出
- 《呼嘯山莊》（Wuthering Heights），1939年
- 《環遊世界八十天》（Around the World in 80 Days），1956年
- 《鴛鴦譜》（Separate Tables），1958年
- 《六壯士》（The Guns of Navarone），1961
- 《香港之路》（The Road to Hong Kong），1962
- 《北京55日》（55 Days at Peking），1963
- 《粉紅豹》（The Pink Panther），1963
- 《007外傳：皇家賭場》（Casino Royale），1967
- 《紙老虎》（Paper Tiger），1975
- 《尼羅河上的慘案》（Death on the Nile），1978
- 《逃往雅典娜》（Escape to Athena），1979
- 《海狼號》（The Sea Wolves），1980
- 《粉紅豹之懷念探長》（Trail of the Pink Panther），1982
- 《粉紅豹之探長的詛咒》（Curse of the Pink Panther），1983